# Doctrine du Coran créé
Cet article court présente un sujet plus développé dans : Coran et Mutazilisme.
La doctrine du Coran créé est un thèse soutenue au début de l'Islam par certains dogmaticiens principalement du courant mutazilite.
Selon eux, il faudrait distinguer Dieu de sa Parole - Le Coran -  qui, comme le reste de sa création, serait en dehors de lui, créée par lui, transmise au Prophète par l'intermédiaire de l'ange Gabriel. Leur idée était de défendre l'absolue unicité de Dieu seul à bénéficier de cette essence absolue et éternelle
Cette doctrine s'oppose au dogme orthodoxe sunnite d'un Coran incréé, qui affirme que la parole de Dieu fait partie de son essence même, qu'elle ne lui est pas extérieure et qu'elle est donc de nature absolue, intemporelle.